# Kokašice
Kokašice är en ort i Tjeckien.   Den ligger i regionen Plzeň, i den västra delen av landet, 110 km väster om huvudstaden Prag. Kokašice ligger 527 meter över havet och antalet invånare är 269.
Terrängen runt Kokašice är huvudsakligen platt, men norrut är den kuperad.Runt Kokašice är det glesbefolkat, med 15 invånare per kvadratkilometer. Närmaste större samhälle är Stříbro, 14,1 km söder om Kokašice. I omgivningarna runt Kokašice växer i huvudsak blandskog.